# Beiträge zur Lehrerinnen- und Lehrerbildung

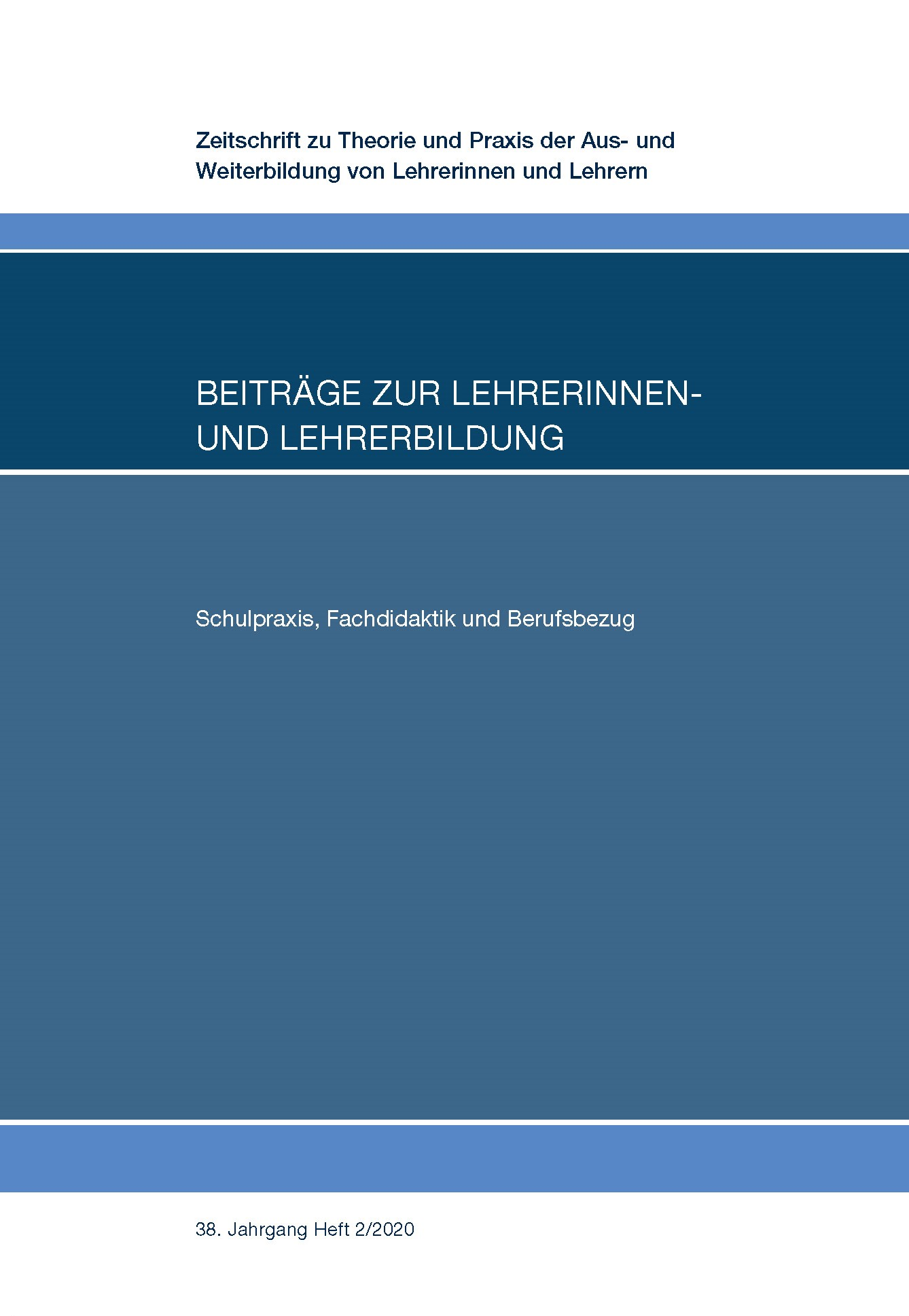
Umschlagseite BzL 2020 (2)

Die Zeitschrift Beiträge zur Lehrerinnen- und Lehrerbildung (BzL) ist das offizielle Organ der Schweizerischen Gesellschaft für Lehrerinnen- und Lehrerbildung (SGL-SSFE). Sie erscheint seit 1982 dreimal jährlich.

## Profil
Die Zeitschrift befasst sich mit aktuellen und systematischen Fragen und Themen rund um die Aus- und Weiterbildung von Lehrpersonen. Sie bietet Reflexionen und Hilfestellungen zur Professionalisierung des Lehrberufs aus einer breit gefächerten Perspektive. Die Beiträge zur Lehrerinnen- und Lehrerbildung werden einem Peer-Review-Verfahren unterzogen.
Jede Ausgabe ist einem  Schwerpunktthema gewidmet, das aus der  Sicht der Lehrerinnen- und Lehrerbildung diskutiert und reflektiert wird. Zudem gibt es freie Forumsartikel sowie Rubriken mit spezifischen Informationen wie etwa Buchbesprechungen.

## Zielgruppe
Die Zeitschrift BzL richtet sich an Dozierende der Aus- und Weiterbildung an pädagogischen Hochschulen und Universitäten, Lehrpersonen der berufspraktischen Studien, Studierende der Erziehungs- und Bildungswissenschaften bzw. der Fachdidaktiken, Institute an pädagogischen Hochschulen und Universitäten, Institutionen der Bildungsforschung, Fachbibliotheken sowie Fachgremien der Schulaufsicht und der Bildungsverwaltung.